# De Kerchove d'Exaerde

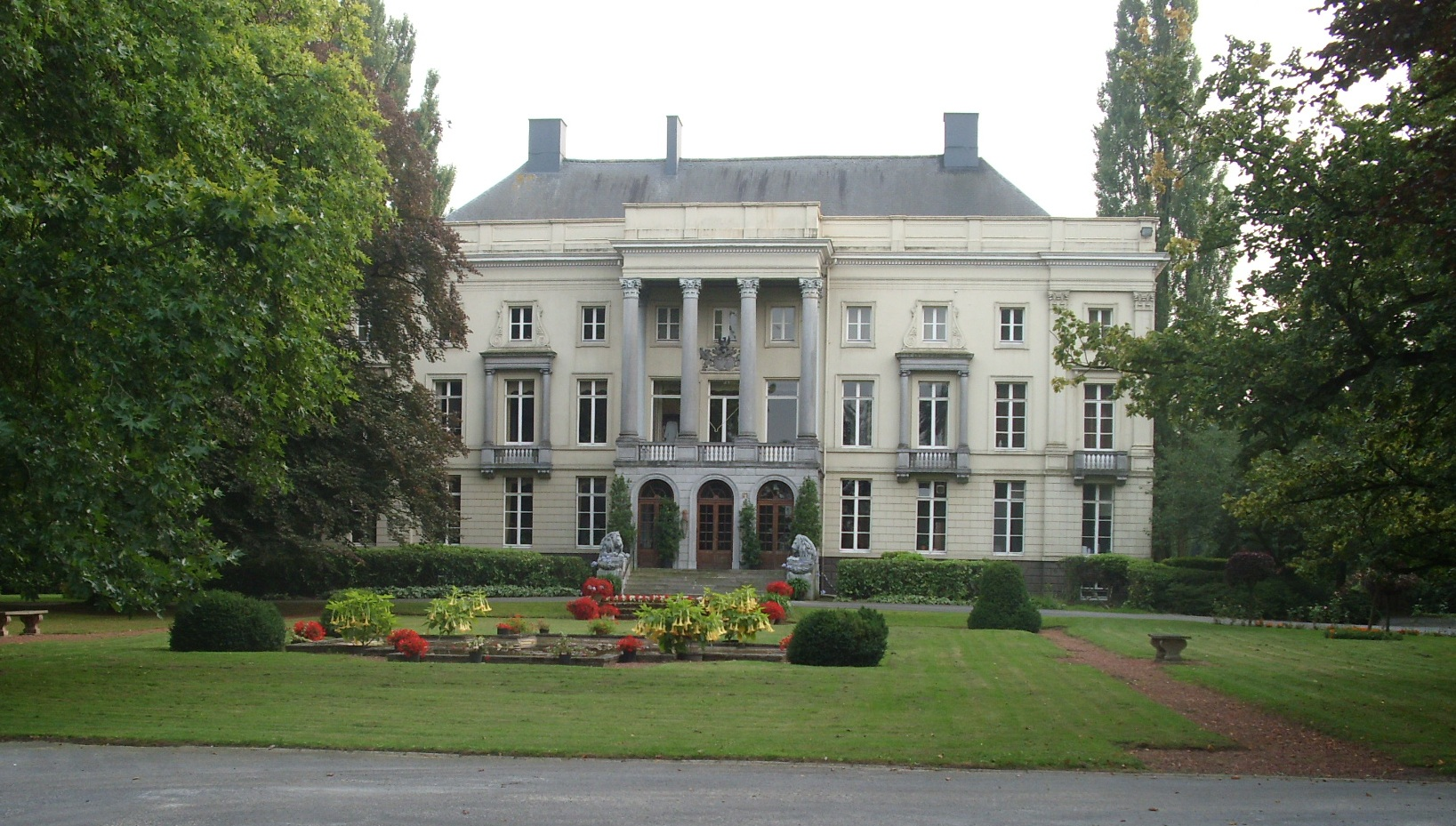
Kasteel bewoond door de familie de Kerchove d'Exaerde

De Kerchove d'Exaerde was een adellijke en notabele familie die behoorde tot de uitgebreide familie de Kerchove, die voornamelijk in Gent en elders in Oost-Vlaanderen leefde.

## De heerlijkheid Exaerde
Vooraleer de heerlijkheid Exaerde naar de familie Lanchals en vandaar naar de familie de Kerchove werd overgedragen, vindt men onder meer als heren van Exaerde:
- Jan van Vaernewyck die een loopbaan doorliep in het Gentse stadsbestuur: eerste schepen (in Nederland: wethouder) van Gedele (1451), vierde schepen van Gedele (1455), eerste schepen van Gedele (1458), derde schepen van de Keure (1458), eerste schepen van de Keure (1469).
  - Jan de Gruutere († 1442), zoon van Jan de Gruutere en Catharina van Vaernewyck, erfgename van Jan van Vaernewyck.
    - ridder Jan de Grutere († Gent, 1515), trouwde met Maria Corens († 1536).

## Heren de Kerchove

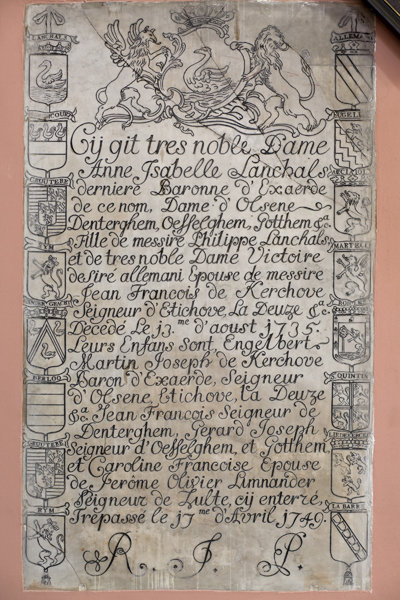
Grafsteen van Anna Lanchals, vrouw van J.-F. de Kerchove, in de Sint-Pieterskerk (Olsene)

Jan-Baptist de Kerchove was de eerste om in 1640 een riddertitel te ontvangen die hem door koning Filips IV van Spanje werd toegekend. 
Zijn kleinzoon, Jan-Frans de Kerchove (1672-1733), heer van Etichove, trouwde met Anna Lanchals (1669-1735). Ze was barones van Exaerde, vrouwe van Denterghem en Ousselghem, en ze bracht als laatste van haar geslacht deze titels binnen in †de familie de Kerchove. Het echtpaar had drie zoons, die elk een van die titels kregen en aldus aan het begin stonden van drie familietakken: de Kerchove d'Exaerde, de Kerchove de Denterghem en de Kerchove d'Ousselghem. Na de afschaffing van de adel in 1795 werd door een aantal leden de draad van de adellijke status vanaf 1816 weer opgenomen.

## De eerste Exaerde
De eerste heer de Kerchove van Exaerde was Engelbert (1701-1748), oudste zoon van bovengenoemden en getrouwd met Maria de Zinzerling (1713-1756). Door keizerin Maria Theresia werd hij tot baron van Exaerde bevorderd. Zijn zoon was baron Albert-Désiré de Kerchove d'Exaerde (1736-1802), heer van Etichove, Deuze en Olsene die getrouwd was met Catherine de Lens (1738-1801).
Hun zoon was François-Antoine-Maximilien de Kerchove (Gent, 17 juni 1780 - Exaerde, 26 september 1850). Hij was onder Napoleon lid van de keizerlijke erewacht in Gent en districtscommissaris voor Eeklo. In 1816, ten tijde van het Verenigd Koninkrijk der Nederlanden, werd hij in de erfelijke adel erkend met de titel baron overdraagbaar bij eerstgeboorte en met benoeming in de Ridderschap van de provincie Oost-Vlaanderen. Hij bleef vrijgezel en met hem doofde deze familietak uit.
François de Kerchove d'Exaerde was zowel literator als landbouwkundige. Hij publiceerde onder meer:
- Verhandeling over de herstelling der paardenfokkereijen in het koningrijk der Nederlanden, Gent, G. De Busscher, 1816.
- Stal-manuaal of den ervaren stalknecht, Gent, J.-N. Houdin, 1818
- Règlement sur la chasse en Hollande et dans les Polders, traduit du hollandais, Eeklo, A.-B. Van Hau, 1825
- Mémoire sur la marne trouvée dans le pays de Waes et sur les avantages qu'offre cette découverte, Gent, 1834.
- Essai sur la suppression de la peine de mort, Gent, 1835.
- Eloge de Pierre-Paul Rubens, dédié à la ville d'Anvers, Sint-Niklaas, E. Dorey, 1848
- Quelques mots sur les inondations des Flandres, leurs causes et les moyens de les faire cesser, Gent, C.-J. Van Ryckegem, 1842.
- Cendre fertilisante ou gypse, 1844.
- De la maladie des pommes de terre et de ses causes, Gent, D. Verhuist, 1847).
- Biographie de Constant van Hoobrouck, baron d'Asper, feld-maréchal au service d'Autriche.
- Défrichement de la Campine, Gent, D. Verhuist.
- Traité du melon en Belgique, Lokeren.

## De tweede Exaerde
Jaren later werd de naam de Kerchove d'Exaerde opnieuw opgenomen, door een achterachterkleinneef van François-Antoine. Het ging om Joseph Emmanuel de Kerchove (Gent, 5 december 1856 - Tiegem, 6 oktober 1900), die in 1886 vergunning verkreeg om d'Exaerde aan zijn naam toe te voegen. In 1894 werd hij in de erfelijke adel opgenomen. 
Hij was een afstammeling van de broer van Engelbert, baron van Exaerde, namelijk de stichter van de tak de Kerchove de Denterghem, Jan-Frans de Kerchove. Diens zoon, Jan Frans junior de Kerchove (1747-1813), getrouwd met Sabine della Faille (1754-1810), stierf te vroeg om zich opnieuw in de adel te kunnen laten opnemen. Zijn zoon Emmanuel de Kerchove (1774-1858) en zijn kleinzoon Victor de Kerchove (1811-1875) lieten de jaren voorbijgaan zonder heropneming in de adel aan te vragen. Het is pas Joseph-Emmanuel die het deed.
Hij trouwde in 1877 met Angeline Scarcez (1853-1922) en ze hadden drie dochters, zodat ook deze tak weldra was uitgedoofd.

## De derde Exaerde
Abel Jules Frédéric de Kerchove (Gent, 30 januari 1839 - 21 april 1914) uit de familietak de Kerchove d'Ousselghem, was een zoon van Emmanuel de Kerchove (1808-1873) en Thérèse van der Bruggen (° 1807). Hij kreeg, net als zijn verre verwant François-Antoine, in 1886 vergunning om d'Exaerde aan zijn naam toe te voegen.  In 1904 kreeg hij erkenning in de erfelijke adel met de persoonlijke titel baron. Hij trouwde in 1861 met Olga Surmont de Volsberghe (1839-1935) en het huwelijk bleef kinderloos. Opnieuw doofde deze tak uit voor hij echt begon. Abel werd volksvertegenwoordiger en was burgemeester van Wetteren.

## De vierde Exaerde
Henri de Kerchove (Gent, 9 maart 1810 - 29 november 1885) was eveneens uit de familietak de Kerchove d'Ousselghem, maar had als ouders Charles de Kerchove (1766-1849) en Jeanne de Kerchove d'Ousselghem (1777-1848). Hij promoveerde tot doctor in de rechten en doctor in de wetenschappen en werd volksvertegenwoordiger. Hij trouwde met Pauline de Lemède (1819-1883). In 1884 werd hij erkend in de erfelijke adel en zijn zoons kregen vergunning in 1886 om d'Exaerde aan hun familienaam toe te voegen. Hun zoons hadden afstammelingen.
- Charles de Kerchove d'Exaerde (1845-1908) was provincieraadslid in Namen. Hij trouwde in 1865 met Ursula Surmont de Volsberghe (1842-1926).
  - Carlos de Kerchove d'Exaerde (1867-1936) trouwde met Marie van Pottelsberghe de la Potterie (1867-1890) en vervolgens met gravin Flore Goethals (1866-1926). Hij verkreeg in 1920 de titel baron, overdraagbaar bij eerstgeboorte.
    - Albert de Kerchove d'Exaerde (1894-1953), oorlogsvrijwilliger 1914-18, trouwde met Marie-Gabrielle de Moreau (1900-1986).

  - Octave de Kerchove d'Exaerde (1868-1937), burgemeester van Buizingen, trouwde met gravin Gabrielle Goethals (1872-1896) en vervolgens met Jeanne Terlinden (1879-1965).
- Alfred de Kerchove d'Exaerde (1846-1917) trouwde met Rosalie Borluut d'Hooghstraeten (1848-1889).
  - Henri de Kerchove d'Exaerde (1870-1942), senator, trouwde met Suzanne Kervyn d'Oud Mooreghem (1879-1961). Hij verkreeg de titel baron, overdraagbaar bij eerstgeboorte.
  - Maurice de Kerchove d'Exaerde (1871-1941), jezuïet.
  - Robert de Kerchove d'Exaerde ( 1876-1954), senator, volksvertegenwoordiger, burgemeester van Wuustwezel, verkreeg in 1922 de titel baron, overdraagbaar bij eerstgeboorte en in 1948 vergunning om Borluut aan zijn naam toe te voegen.
- Ernest de Kerchove d'Exaerde (1848-1919) trouwde met burggravin Lucie de Baré de Comogne (1862-1920).

## De vijfde Exaerde
Een broer van de bovengenoemde Charles de Kerchove (1766-1849) was François de Kerchove (1774-1847). Hij vroeg geen heropname in de adel, en drie van zijn zoons deden dit evenmin. Onder hen senator Frederic de Kerchove (1805-1880), getrouwd met Elise de Naeyer (1812-1898). Zij waren de ouders van Robert de Kerchove, eerste abt van de Abdij van Keizersberg en van Alice Marie de Kerchove, echtgenote van Jacques Albert Bernard Joseph Ghislain d'Udekem d'Acoz en betovergrootmoeder van koningin Mathilde.
Een andere van hun zoons was Eugène de Kerchove d'Exaerde (1844-1922), senator, burgemeester van Bellem, die in 1884 erkenning in de erfelijke adel verkreeg, in 1885 vergunning kreeg om d'Exaerde  aan zijn naam toe te voegen en in 1900 de titel baron kreeg, overdraagbaar bij eerstgeboorte. De tak is uitgedoofd.

## De zesde Exaerde
Een andere zoon van Frederic de Kerchove was Emmanuel de Kerchove (1807-1864). Getrouwd met Eulalie Claessens (1810-1892) was hun oudste zoon Jules de Kerchove (1830-1901). Hij trouwde met Aline Kenens (1836-1866) en vervolgens met Marie Wartel (1843-1894). In 1884 verkreeg hij erkenning in de erfelijke adel en in 1888 vergunning om d'Exaerde aan zijn naam toe te voegen. Het echtpaar had vijf kinderen, maar niettemin doofde deze tak spoedig uit.

## De zevende Exaerde
Broer van Jules de Kerchove was Edouard de Kerchove (1831-1910), burgemeester van Vyle-et-Tharoul. In 1888 kreeg hij vergunning om d'Exaerde aan zijn naam toe te voegen en in 1891 werd hij in de erfelijke adel opgenomen. Hij trouwde met Delphine van Eyll (1829-1908) en deze tak doofde uit.

## De achtste Exaerde
Ernest de Kerchove (1811-1878), getrouwd met Eugénie van der Beek (1820-1903) was een broer van Emmanuel de Kerchove (1807-1864). Hun zoon was Albert de Kerchove (1854-1929), eerste voorzitter van het hof van beroep in Gent, die trouwde met Marie Ysebrant de Lendonck (1860-1943). In 1888 mocht hij d'Exaerde aan zijn naam toevoegen, in 1894 werd hij erkend in de erfelijke adel en in 1929 kreeg hij, de week voor hij stierf, de titel baron, overdraagbaar bij eerstgeboorte. Hij heeft afstammelingen tot heden.

## De negende Exaerde
Een vierde zoon van François de Kerchove (1774-1847) en Rosalie van Pottelberghe (1778-1842) was de enige, in tegenstelling tot zijn drie broers, die de moeite nam zich opnieuw in de adelstand te laten opnemen.
Het ging om Constant-Jean de Kerchove (1812-1900), die in 1884 in de erfelijke adel werd opgenomen en aan wie in 1888 ook de toevoeging d'Exaerde werd vergund. Hij trouwde met Zoé Pieters (1817-1900). Hun zoon Raymond de Kerchove d'Exaerde (1847-1932) werd gouverneur van Oost-Vlaanderen. In 1898 kreeg hij de titel baron. Ook deze tak is uitgedoofd.